# Route der Rheinromantik

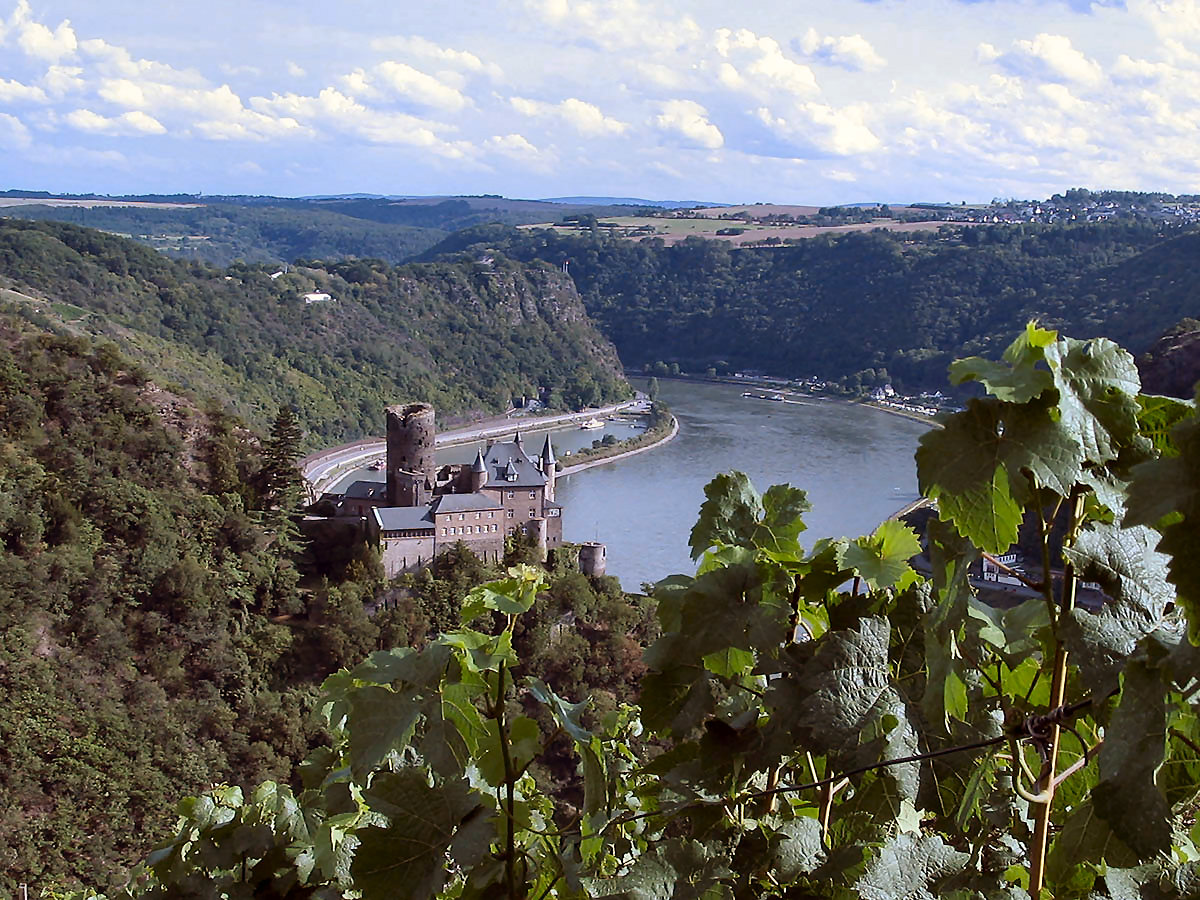

De Route der Rheinromantik (tot 2016 Rheinischer Sagenweg) is een toeristische autoroute in Noordrijn-Westfalen en Rijnland-Palts, Duitsland. De 586 kilometer lange route loopt sinds 2005 van  Düsseldorf via Neuss en Keulen naar Mainz en Wiesbaden, langs het Rijndal met Unesco-werelderfgoed Mittelrhein.